# Copa de Georgia 2019
La Copa de Georgia 2019 o David Kipiani Cup 2019 fue la 30ª edición de este torneo, el cual empezó a inicios del año y fue disputado durante todo el 2019. Dado que sigue el formato de eliminación directa, el equipo campeón se clasificó para la Liga Europa de la UEFA 2020-21.
El Torpedo Kutaisi de la Primera División de Georgia es el campeón defensor.

## Formato
Este torneo se disputa entre 58 equipos: los 10 clubes de la Erovnuli Liga (primera división), los 10 clubes de la Erovnuli Liga 2 (segunda división), los 10 clubes de la Liga 3 y 28 equipos de las ligas regionales.
Todas las rondas del torneo se decidirán a un solo partido. Si un partido culmina empatado en el tiempo regular, se procederá a jugar el tiempo extra y posteriormente los penales.
Los 10 equipos de primera división y los 10 clubes de segunda división ingresarán a la competición directamente en los dieciseisavos de final. Los 10 clubes de tercera división entran directamente desde la segunda ronda.

## Calendario
| Ronda            | Fecha de juego | N.º de partidos | Clubes | Nuevos participantes | Ligas de nuevos participantes   |
| ---------------- | -------------- | --------------- | ------ | -------------------- | ------------------------------- |
| Primera ronda    | -              | 14              | 28     | 28                   | Ligas regionales                |
| Segunda ronda    | 27 de marzo    | 12              | 24     | 10                   | Liga 3                          |
| Tercera ronda    | 16 de abril    | 16              | 32     | 20                   | Erovnuli Liga y Erovnuli Liga 2 |
| Octavos de final | 18 de junio    | 8               | 16     | Ninguno              | -                               |
| Cuartos de final | -              | 4               | 8      | Ninguno              | -                               |
| Semifinal        | -              | 2               | 4      | Ninguno              | -                               |
| Final            | -              | 1               | 2      | Ninguno              | -                               |

## Segunda ronda
La segunda ronda incluyó a los 14 ganadores de los encuentros regionales de primera ronda y los 10 clubes de la tercera división de Georgia, dando un total de 12 partidos, los cuales se disputaron entre el 27 y el 29 de marzo de 2019
| Equipo 1             | Resultado | Equipo 2                 |
| -------------------- | --------- | ------------------------ |
| (4) Odishi 1919      | 0–3       | Betlemi Keda (3)         |
| (4) Egrisi Senaki    | 2–0       | Samgurali Tskhaltubo (3) |
| (3) Merani Martvili  | 1–0       | Meshakhte Tkibuli (3)    |
| (4) Chiatura         | 1–0       | Aragvi Dusheti (3)       |
| (4) Iberia Tbilisi   | 3–2       | Samegrelo Chkorotsku (4) |
| (4) Legioni Gori     | 1–1 (3–2) | Gori (3)                 |
| (4) Tori Borjomi     | 2–5       | Borjomi (3)              |
| (4) Dinamo Batumi II | 1–0       | Saburtalo Tbilisi II (3) |
| (4) Zestafoni        | 2–0       | Kolkheti Khobi (3)       |
| (4) Gareji Sagarejo  | 1–0       | Bakhmaro Chokhatauri (3) |
| (4) Sulori Vani      | 0–0 (3–4) | Tbilisi City (4)         |
| (4) Algeti Marneuli  | 0–3       | Spaeri (4)               |

## Tercera ronda
La tercera ronda (equivalente a los treintaidosavos de final) incluyó a los 20 equipos de las primeras dos divisiones de Georgia más los 12 ganadores de la segunda ronda. Los encuentros se disputaron entre el 16 y el 17 de abril de 2019.
| Equipo 1                    | Resultado | Equipo 2                |
| --------------------------- | --------- | ----------------------- |
| (2) Samtredia               | 3–2       | Dila Gori (1)           |
| (4) Gareji Sagarejo         | 2–0       | Chiatura (4)            |
| (4) Iberia Tbilisi          | 0–2       | Merani Martvili (3)     |
| (4) Legioni Gori            | 1–2       | Tbilisi City (4)        |
| (2) Shevardeni-1906 Tbilisi | 1–2       | Sioni Bolnisi (1)       |
| (4) Egrisi Senaki           | 1–4       | Dinamo Tbilisi (1)      |
| (1) Saburtalo Tbilisi       | 1–0       | Dinamo Batumi (1)       |
| (4) Dinamo Batumi II        | 0–2       | Rustavi (1)             |
| (2) Gagra                   | 2–0       | Shukura Kobuleti (2)    |
| (2) Telavi                  | 3–0       | WIT Georgia (1)         |
| (2) Zugdidi                 | 3–2       | Spartaki Tskhinvali (2) |
| (3) Betlemi Keda            | 1–2       | Guria Lanchkhuti (2)    |
| (3) Borjomi                 | 1–4       | Torpedo Kutaisi (1)     |
| (4) Zestafoni               | 0–2       | Merani Tbilisi (2)      |
| (4) Spaeri                  | 5–1       | Kolkheti-1913 Poti (2)  |
| (1) Locomotive Tbilisi      | 1–0       | Chikhura Sachkhere (1)  |

## Octavos de final
Los octavos de final (o cuarta ronda) se disputaron entre el 18 y 19 de junio.
| Equipo 1            | Resultado | Equipo 2               |
| ------------------- | --------- | ---------------------- |
| (4) Gareji Sagarejo | 3–2 (4–2) | Spaeri (4)             |
| (4) Tbilisi City    | 3–1       | Zugdidi (2)            |
| (3) Merani Martvili | 3–0       | Guria Lanchkhuti (2)   |
| (2) Samtredia       | 1–2       | Saburtalo Tbilisi (1)  |
| (2) Merani Tbilisi  | 1–0       | Dinamo Tbilisi (1)     |
| (2) Gagra           | 2–3       | Torpedo Kutaisi (1)    |
| (1) Rustavi         | 2–0       | Sioni Bolnisi (1)      |
| (2) Telavi          | 0–1       | Locomotive Tbilisi (1) |

## Cuartos de final
La ronda de cuartos de final se disputó el 24 y 25 de septiembre de 2019.
| Equipo 1            | Resultado | Equipo 2               |
| ------------------- | --------- | ---------------------- |
| (4) Gareji Sagarejo | 2–1       | Tbilisi City (4)       |
| (1) Rustavi         | 0–0 (2–4) | Torpedo Kutaisi (1)    |
| (3) Merani Martvili | 1–2       | Locomotive Tbilisi (1) |
| (2) Merani Tbilisi  | 0–1       | Saburtalo Tbilisi (1)  |

## Semifinales
Ambos partidos se disputaron el 23 de octubre de 2019.
| Equipo 1          | Resultado | Equipo 2           |
| ----------------- | --------- | ------------------ |
| Saburtalo Tbilisi | 2–0       | Torpedo Kutaisi    |
| Gareji Sagarejo   | 2–3       | Locomotive Tbilisi |

## Final
La final se disputó el 7 de diciembre de 2019.
| Equipo 1          | Resultado | Equipo 2           |
| ----------------- | --------- | ------------------ |
| Saburtalo Tbilisi | 3–1       | Locomotive Tbilisi |